# 塞斯托联合镇
塞斯托联合镇（義大利語：Sesto ed Uniti），是意大利克雷莫纳省的一个市镇。总面积26平方公里，人口2967人，人口密度114.1人/平方公里（2009年）。国家统计（ISTAT）代码为019095。